# Eulomalus miliaris
Eulomalus miliaris är en skalbaggsart som först beskrevs av Sylvain Auguste de Marseul 1870.  Eulomalus miliaris ingår i släktet Eulomalus och familjen stumpbaggar. Inga underarter finns listade i Catalogue of Life.